# Brief einer Unbekannten
Brief einer Unbekannten ist eine kurze Novelle in Briefform des österreichischen Schriftstellers Stefan Zweig, erstmals erschienen 1922. Das Entstehungsdatum ist unbekannt.

## Inhalt
Die Rahmenhandlung beginnt damit, dass ein Schriftsteller nach einem Bergurlaub in seine Heimatstadt Wien zurückkehrt. In seiner Post findet er einen langen Brief ohne Absender, in dem eine ihm unbekannte Frau ihr Leben schildert, das von der unerwiderten Liebe zu ihm bestimmt war.
Als dreizehnjähriges, einsames Mädchen verliebt sie sich unsterblich in den Lesenden, der mit ihr im gleichen Mietshaus lebt. Die Liebe dauert an, selbst als sie mit ihrer Mutter von Wien nach Innsbruck übersiedelt.
Mit 18 Jahren nutzt sie ihre erste Möglichkeit, nach Wien zurückzukehren, und sucht Tag für Tag das Haus des Schriftstellers auf, um ihn zu beobachten, bis er sie schließlich anspricht. Er kann sich zwar nicht an sie erinnern, zeigt aber Interesse an ihr und lädt sie zum Essen ein. Als er das Mädchen danach noch zu sich nach Hause bittet, verbringen sie die Nacht zusammen. Dies wiederholt sich noch zwei weitere Male, bis der Schriftsteller zu einer Reise aufbricht und sich nach seiner Rückkehr nicht mehr weiter nach ihr erkundigt.
Aus den drei zusammen verbrachten Nächten entstammt ein gemeinsames Kind, das die mittlerweile zur Frau Gewordene allein großzieht. Um dem Sohn das Leben zu ermöglichen, das sie sich für ihn wünscht, verdient sie sich ihr Geld als Kurtisane und hat verschiedene Beziehungen zu Männern der Wiener Oberschicht, die sie bezahlen.
Einige Jahre später trifft sie in einem Nachtlokal wieder auf den Schriftsteller. Dieser hat schon von ihren Diensten gehört und bittet um eine Nacht gegen Geld. Sie willigt ein in der Hoffnung, dass er sie wiedererkennt. Doch als sie keinerlei Spuren von Erinnerung bei ihm findet, verlässt sie am nächsten Morgen verärgert und enttäuscht seine Wohnung. Als ihr Kind an einer Grippe gestorben ist, verfasst sie einen Brief an den Schriftsteller, in dem sie ihm ihre Geschichte schildert. Sie deutet bereits zu Beginn des Briefes an, dass sie wohl ebenfalls erkrankt sei und er ihr Schreiben erst nach ihrem Tode erhalten werde.
Der Schriftsteller versucht, überwältigt vom Inhalt des Briefes, die verschiedenen Begegnungen mit der Frau zu rekonstruieren, kann sich jedoch nur bruchstückhaft („wie in einem Traum“) erinnern.

## Buch

### Einzelausgaben
- Der Brief einer Unbekannten, Lehmannsche Verlagsbuchhandlung (Deutsche Dichterhandschriften, Band 13, hg. v. Hanns Martin Elster), Dresden 1922
- Brief einer Unbekannten. Erzählung, S. Fischer, Frankfurt am Main 2006, ISBN 978-3-596-13024-5

### In Sammelausgaben
- Amok. Novellen einer Leidenschaft, Insel, Leipzig 1922
- Brief einer Unbekannten, Die Hochzeit von Lyon, Der Amokläufer. Drei Erzählungen, Frankfurt am Main 1985, ISBN 3-10-097036-5
- Meisternovellen, S. Fischer, Frankfurt am Main 2001, ISBN 978-3-596-14991-9

## Hörbuch
- Brief einer Unbekannten, Deutsche Grammophon 1963, gelesen von Ruth Leuwerik und Helmut Käutner
- Brief einer Unbekannten, Hörbuch Hamburg 2009, ungekürzte Lesung mit Felix von Manteuffel und Leslie Malton, ISBN 978-3-89903-612-1

## Hörspiel
- Stefan Zweig: Brief einer Unbekannten. Regie: Martin Engler, Mitwirkende: Linda Olsansky, 53 min, RBB 2012.

## Verfilmungen
- 1929 wurde der Film Narkose veröffentlicht, in tragenden Rollen sind Renée Héribel und Jack Trevor zu sehen.
- 1933 entstand nach Motiven des Romans das Drama Eine Frau vergisst nicht mit Margaret Sullavan.
- 1948 erschien die wohl bekannteste Verfilmung von Max Ophüls mit dem Titel Brief einer Unbekannten. Die Hauptrollen in dem bis heute von Kritikern hochgeschätzten Film spielten Joan Fontaine und Louis Jourdan.
- 2001 verfilmte der französische Regisseur Jacques Deray die Novelle fürs Fernsehen; in den Hauptrollen Irène Jacob, Christopher Thompson, Karlheinz Hackl und Joachim Bißmeier.
- Im Jahr 2004 drehte die chinesische Regisseurin Xu Jinglei eine weitere Verfilmung unter dem Titel Yi ge mosheng nüren de laixin.

## Theater
Das Theaterstück Das Geheimnis einer Unbekannten von Christopher Hampton (deutsche Übersetzung von Daniel Kehlmann, Uraufführung am Theater in der Josefstadt am 1. Oktober 2020) basiert auf Zweigs Novelle Brief einer Unbekannten.